# Saltos ornamentais no Campeonato Europeu de Esportes Aquáticos de 2022 - Trampolim 3 m individual masculino
A prova do trampolim 3 m individual masculino dos saltos ornamentais no Campeonato Europeu de Esportes Aquáticos de 2022 ocorreu no dia 20 de agosto no Foro Italico, em Roma na Itália. 

## Calendário
| Fase       | Data         | Hora  |
| ---------- | ------------ | ----- |
| Preliminar | 20 de agosto | 10:00 |
| Final      | 20 de agosto | 16:37 |

Todos os horários estão no horário local (UTC+1)

## Medalhistas
| Ouro                    | Prata                | Bronze               |
| Lorenzo Marsaglia (ITA) | Jordan Houlden (GBR) | Giovanni Tocci (ITA) |

## Resultados
Esses foram os resultados da competição.
| Pos.              | Saltador            | Nacionalidade | Preliminar | Preliminar | Final         | Final         |
| Pos.              | Saltador            | Nacionalidade | Pontos     | Pos.       | Pontos        | Pos.          |
| ----------------- | ------------------- | ------------- | ---------- | ---------- | ------------- | ------------- |
| Medalha de ouro   | Lorenzo Marsaglia   | Itália        | 382.35     | 3          | 453.85        | 1             |
| Medalha de prata  | Jordan Houlden      | Reino Unido   | 364.00     | 6          | 428.55        | 2             |
| Medalha de bronze | Giovanni Tocci      | Itália        | 413.00     | 1          | 392.70        | 3             |
| 4                 | Guillaume Dutoit    | Suíça         | 367.75     | 5          | 382.75        | 4             |
| 5                 | Jack Laugher        | Reino Unido   | 392.30     | 2          | 375.70        | 5             |
| 6                 | Danylo Konovalov    | Ucrânia       | 351.45     | 7          | 368.30        | 6             |
| 7                 | Andrzej Rzeszutek   | Polónia       | 334.25     | 11         | 358.80        | 7             |
| 8                 | Adrián Abadía       | Espanha       | 342.35     | 9          | 352.10        | 8             |
| 9                 | Timo Barthel        | Alemanha      | 340.70     | 10         | 350.80        | 9             |
| 10                | Jonathan Suckow     | Suíça         | 380.50     | 4          | 349.25        | 10            |
| 11                | David Ekdahl        | Suécia        | 332.65     | 12         | 318.45        | 11            |
| 12                | Alberto Arévalo     | Espanha       | 347.50     | 8          | 307.80        | 12            |
| 13                | Athanasios Tsirikos | Grécia        | 316.95     | 13         | Não avançaram | Não avançaram |
| 14                | Jules Bouyer        | França        | 315.35     | 14         | Não avançaram | Não avançaram |
| 15                | Alexander Hart      | Áustria       | 313.20     | 15         | Não avançaram | Não avançaram |
| 16                | Moritz Wesemann     | Alemanha      | 309.25     | 16         | Não avançaram | Não avançaram |
| 17                | Theofilos Afthinos  | Grécia        | 316.95     | 17         | Não avançaram | Não avançaram |
| 18                | Kıvanç Gür          | Turquia       | 284.45     | 18         | Não avançaram | Não avançaram |
| 19                | Juho Junttila       | Finlândia     | 273.90     | 19         | Não avançaram | Não avançaram |
| 20                | Sandro Melikidze    | Geórgia       | 265.45     | 20         | Não avançaram | Não avançaram |
| 21                | Tornike Onikashvili | Geórgia       | 241.45     | 21         | Não avançaram | Não avançaram |
| 22                | Jacob Stoltz        | Suécia        | 193.05     | 22         | Não avançaram | Não avançaram |